# Honna Maranahalli, Channarayapatna
Honna Maranahalli là một làng thuộc tehsil Channarayapatna, huyện Hassan, bang Karnataka, Ấn Độ.